# Portal RynekPierwotny.pl
rynekpierwotny.pl – największy ogólnopolski portal zawierający oferty mieszkań, domów i lokali użytkowych z rynku pierwotnego. Od 2009 lat łączy osoby poszukujące nowych nieruchomości bezpośrednio z deweloperami. Dodatkowo rynekpierwotny.pl publikuje artykuły eksperckie, nowinki branżowe, poradniki prawne i finansowe, a także inspiracje wnętrzarskie, które stanowią dodatkowe źródło wiedzy dla osób zarówno poszukujących pierwszego mieszkania, jak i inwestorów. Serwis co miesiąc odwiedza pół miliona użytkowników, którzy generują około 60 tysięcy zapytań dla deweloperów.
Portal jest częścią Property Group Sp. z o.o. i współpracuje z partnerskim serwisem gethome.pl. W kwietniu 2020 roku serwis stał się członkiem Związku Pracodawców Branży Internetowej IAB Polska.

## Historia portalu rynekpierwotny.pl
rynekpierwotny.pl rozpoczął swoją działalność w 2009 roku, by już rok później nawiązać współpracę z 100 deweloperami. W latach 2011–2013 wprowadził na skalę ogólnopolską ofertę wirtualnych spacerów w ponad 900 inwestycjach. W 2013 roku wdrożył również nowe funkcjonalności, takie jak Wirtualny Doradca, których zadaniem była obsługa użytkowników oraz CRM, który umożliwia szybką obsługę zapytań od klientów przez deweloperów.
Lata 2014–2019 roku to dynamiczny rozwój portalu, który doprowadził do współpracy z ponad 1000 firm deweloperskich. Na koniec 2019 r. serwis w swojej bazie miał ponad 70 000 ofert nowych nieruchomości oraz ponad 2000 inwestycji.
W ramach swojej działalności portal jest również wydawcą magazynu Deweloper&Marketing. Czasopismo ukazuje się od 2018 r. co kwartał i jest dedykowane działom marketingu i sprzedaży w firmach deweloperskich oraz współpracującym z deweloperami agencjom marketingowym. Kwartalnik jest wydawany zarówno w druku, jak i online. Jego nakład wynosi 1200 egzemplarzy, a wersja internetowa jest dostępna dla czytelników na stronie dewelopermarketing.pl. Celem kwartalnika jest wymiana wiedzy z branży marketingu nieruchomości oraz wskazywanie dobrych praktyk w prowadzeniu działań promocyjnych inwestycji deweloperskich.
W 2021 roku eksperci portalu stworzyli pierwszą ogólnopolską platformę do samodzielnej analizy rynku nieruchomości – BIG DATA RynekPierwotny.pl. Narzędzie analizuje sytuację w 16 miastach wojewódzkich, wykorzystując zebrane informacje na temat podaży, popytu i cen nowych nieruchomości.
W tym samym czasie powołano także do życia Akademię Dewelopera, której celem jest wymiana doświadczeń oraz edukacja w tematyce skutecznej promocji inwestycji deweloperskich.

## Współpraca z mediami
rynekpierwotny.pl jest jednym z głównych źródeł informacji o polskim rynku mieszkaniowym. Portal ściśle współpracuje z ekspertami rynku nieruchomości. Komentarze i analizy specjalistów Jarosława Jędrzyńskiego, Andrzeja Prajsnara oraz Marka Wielgo na temat bieżących tematów w branży nieruchomości są cytowane i publikowane w największych portalach.

## Współpraca z deweloperami
Serwis współpracuje obecnie z prawie 1000 firm deweloperskich w kraju. Model współpracy uzależniony jest od potrzeb klienta, a rozliczenie może przyjąć formę abonamentową lub efektywnościową. Partnerzy biznesowi w zakresie promocji swoich inwestycji mogą skorzystać z szerokiego wachlarzu usług.

## Nagrody
Wydawca portalu RynekPierwotny.pl w latach 2020–2022 otrzymał wyróżnienie miesięcznika Forbes w konkursie „Diamenty Forbesa”. Ekspert serwisu Jarosław Jędrzyński znalazł się w 2021 w „Top 5 najlepszych ekspertów rynku nieruchomości Gazety Finansowej”.